# Meckering
Meckering är en ort i Australien. Den ligger i kommunen Cunderdin och delstaten Western Australia, omkring 110 kilometer öster om delstatshuvudstaden Perth.
Trakten runt Meckering är nära nog obefolkad, med mindre än två invånare per kvadratkilometer.. 
Trakten runt Meckering består till största delen av jordbruksmark. Genomsnittlig årsnederbörd är 452 millimeter. Den regnigaste månaden är september, med i genomsnitt 67 mm nederbörd, och den torraste är december, med 14 mm nederbörd.